# Salické právo

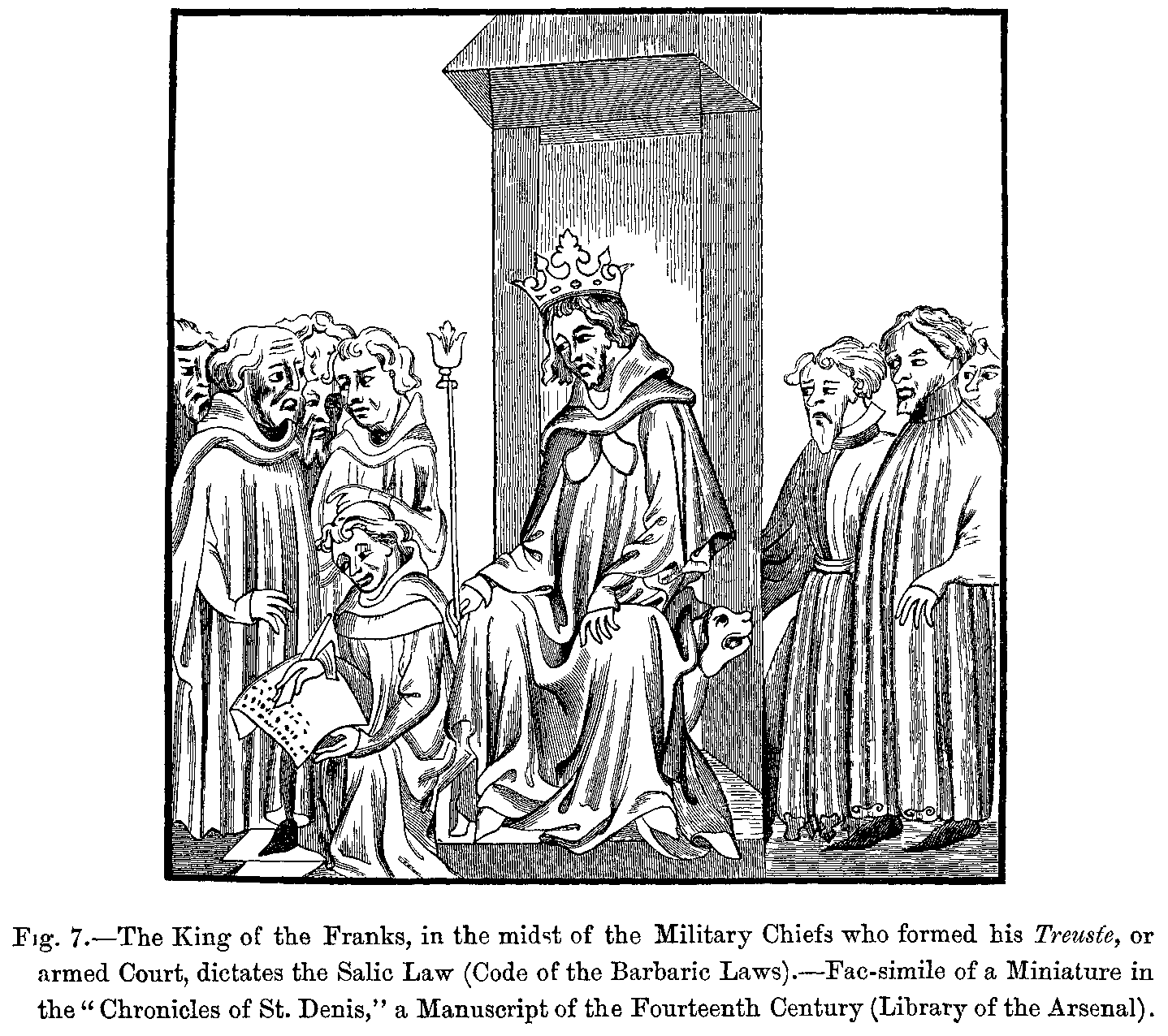
Chlodvík I. diktuje Lex Salicu

Salické právo také Salický zákon(ík) či Sálský zákon, latinsky Lex Salica nebo Pactus legis Salicae je zákoník, který byl sepsán v letech 507–511 na příkaz merovejského krále Chlodvíka I., a je tak jedním z nejstarších dochovaných zákoníků. Pojmenován je podle kmene sálských Franků (německy Salfranken, Salier aj.), jelikož to byl soupis franského zvykového práva. Vzhledem k tomu, že právní zvyklosti Franků nebyly ještě příliš ovlivněny římským právem, představuje tento zákoník dobový pramen pro poznání sociálních a hospodářských poměrů u Franků v době vzniku franské říše. Lex Salica kodifikuje starší germánskou zvykovou právní tradici, původně předávanou ústně.
Pro evropské dějiny je důležité, že podle salického práva se následnictví předává výhradně v mužské linii a pozůstalost se dělí mezi syny zůstavitele rovným dílem. Postupně se jako následnický systém ustálilo salické právo v té podobě, že nejstarší syn má přednost před mladším, starší linie před mladší a ženy mají právo na přenesení dědictví, tj. že dědičky rodu mohou, pokud jsou jeho posledními členkami, přenést dědictví na potomky mužského pohlaví.
V současnosti je salické právo jako nástupnický systém používáno v Lichtenštejnsku, Japonsku a Jordánsku.
V minulosti bylo následnickým řádem v těchto zemích: Albánie, Francie, Itálie, Korea, Rumunsko, Království Jugoslávie a Německé císařství (a zároveň v Prusku), a především pak ve velké části Německa, resp. Svaté říše římské. Z tohoto důvodu se Marie Terezie po vymření Habsburků v mužské linii jako žena nemohla stát císařovnou. Pragmatická sankce nebyla ve Svaté říši římské uznána. Císařem se stal až její manžel František Lotrinský. Spolu založili habsbursko-lotrinskou dynastii. Po smrti Františka Lotrinského se císařem stal jejich syn Josef II.

## Tzv. polosalické právo (agnatická primogenitura)
Tzv. polosalické právo nebo agnatická primogenitura je dědický řád pocházející z agnatického následnictví, z něhož pochází i seniorát. Přednost má prvorozený, starší linie před mladšími liniemi a všichni mužští členové rodu před ženami. To znamená, že ženy mohou na trůn nastoupit pouze v případě, že již není žádný vládyschopný mužský člen rodu, ale následnicí ženy jsou opět nejbližší mužští příbuzní, resp. mužští potomci. De facto jde o primogenituru s vyloučením žen, pokud má rod mužské členy. Díky částečnému vyloučení žen a tím i podobnosti se salickým právem je někdy tento následnický systém nazýván jako polosalické právo.
V současnosti se polosalické právo používá pro následnictví v Lucembursku.
V minulosti bylo polosalické právo určující pro následnictví v zemích jako Rakousko (později Rakousko-Uhersko), Bavorsko, Hannoversko, Württembersko, Rusko, Sasko, Toskánsko a Království obojí Sicílie.
Jestliže však měla nastoupit na trůn žena, nemusela nutně být nejstarší dědičkou rodu podle primogenitury, ale nejbližší pokrevní příbuznou posledního mužského panovníka z dynastie. Příklady jsou Marie Terezie (její právo na trůn bylo potvrzeno pragmatickou sankcí a jejím vítězstvím ve Válkách o rakouské dědictví) nebo ruská velkokněžna Marie Vladimirovna nebo carevna Kateřina II. Veliká. Dánský král Kristián IX. při cestě na trůn také využil agnatické primogenitury, jelikož jeho žena Luisa Hesenská byla v pořadí na trůn blíže než on, ale nemohla na trůn usednout.